# Религия в Северна Корея
Религията в Северна Корея включва традиционните будизъм и конфуцианство, и в по-малка степен християнство и чондоизъм.
| Вероизповедания в КНДР | Вероизповедания в КНДР | Вероизповедания в КНДР | Вероизповедания в КНДР | Вероизповедания в КНДР |
| ---------------------- | ---------------------- | ---------------------- | ---------------------- | ---------------------- |
| религия                |                        |                        | процент                |                        |
| Атеизъм                | Атеизъм                |                        | 71.2%                  | 71.2%                  |
| Чондоизъм              | Чондоизъм              |                        | 12.9%                  | 12.9%                  |
| Корейски шаманизъм     | Корейски шаманизъм     |                        | 12.3%                  | 12.3%                  |
| Християнство           | Християнство           |                        | 2.1%                   | 2.1%                   |
| Будизъм                | Будизъм                |                        | 1.5%                   | 1.5%                   |

## Характеристика
Официално Северна Корея е атеистка държава, където до неотдавна организираната религиозна дейност е забранена. Налице будистко и конфуцианско наследство. Има християнски общности, предимно протестанти (ок. 10 000 души) и католици (ок. 4000 души).
Според конституцията всеки гражданин на страната може свободно да избира вероизповеданието си, но в повечето случаи изповядването на религии е ограничено. Западът (и най-вече САЩ) обвинява правителството в пълна забрана на религиозната дейност и преследвания на християни, както и спонсориране на различни групи, за да се създаде илюзия за религиозна свобода. През 1992 са направени поправки в конституцията, които легализират организираната религиозна активност и позволяват строежа на храмове, но при условие, че „религията не служи като проводник за западно влияние и не застрашава обществената сигурност“. Към 2000 година най-голямата организирана религия е Чондоизмът („религия на Божествения път“), чийто последователи са 12,9% от населението. Паралелно с религиите има и силно развит култ към личността. Неговите корени са наследство от японската окупация, където религиите са били замествани от култа към личността на императора.

## Будизъм
Будизмът е една от най-старите традиционни религии на Корейския полуостров, със значително по-голямо влияние на север. Той прониква в Корея през 4 век след Христа чрез силното китайско влияние, съпътстван от даоизма. По време на династията Сила (668 - 935) се разпространява силно сред населението, а разцветът на будизма е по време на династията Корьо (918 - 1392). По време на Чосон обаче, влиянието на тази религия намалява и разпространението ѝ е било ограничавано до известна степен. В страната има близо 300 будистки храма, но много малка част от тях всъщност се използват по предназначение. На самите постройки се гледа по-скоро като на културно наследство. Държавната Корейска будистка федерация отговаря за развитието му в страната. Въпреки ограниченията в изповядването на религиите, много манастири са считани за „национални богатства“, съгласно с чучхе-принципа за оценяване на креативната енергия на предишните поколения корейци. Будизмът се използва за пропагандиране на политически цели в някои периоди от развитието на КНДР, но днес той частично се възражда, изчистен от политическите елементи. В последните години бива построена Академия за будистки науки, и е отпечатано 25-томно издание на Трипитака – корейски преписи на будистките писания. Малък брой храмове са отворени и извършват служби по предназначение.

## Конфуцианство
Конфуцианството, заедно с будизма, е една от традиционните религии в региона. Поради същността си то се възприема по-скоро като философия, отколкото като религия. В конфуцианството до голяма степен се набляга на взаимното уважение и почитта към предците, което се припокрива с комунистическия идеал за равенство, както и с култа към личността на Ким Ир Сен – „бащата на народа“.

## Чондоизъм
Чондоизмът е сравнително нова религия, възникнала в края на 19 век. Тя синтезира различни християнски, будистки, даоистки и шаманистки вярвания.

## Християнство
Християнството прониква в Корея през 1785 година под формата на католицизъм. Въпреки това то е забранено като религия и към 1863 едва 23 000 корейци са го изповядвали като своя религия. Тези гонения продължават до 1881 година. След това християните заемат важна роля в държавата, създавайки болници, домове за сираци, училища и университети. Преди 1948 г. Пхенян е най-важният християнски център на полуострова, като близо 1/6 от неговите 300 000 жители са християни.
Преди Корейската война Пхенян, днешната столица на Северна Корея, е християнско средище. По време на Корейската война много християни са изгонени, като гоненията срещу тях продължават и след края ѝ. Към края на 1980-те години отношението към тях частично се променя и правителството започва да използва християните, за да разширява контактите на Северна Корея със света. През 1988 г. в страната са построени католическа катедрала и протетантска църква и е организиран събор на вярващите в страната. Поканени са и чуждестранни свещеници, включително такива от Ватикана. Към 1989 г. в страната е имало близо 500 църкви.
Протестантство
Ограничава се до известна степен, тъй като се счита за проводник на американско влияние. През 2006 в столицата е осветена и руска православна църква.
Католицизъм
В Северна Корея съществуват 4 административни единици на Католическата Църква. От които три са епархии и 1 е териториално абатство на бенедиктинците. Епархиите в КНДР са част от Сеулската църковна провинция, териториалното абатство е пряко подчинено на Светия престол.
- Епархия Чхунчхън (заема територии от двете корейски държави, със седалище в Южна Корея)[8]
  - основана: 1939 г.
  - епархиен епископ: Джон Чанг-уик (от 1994 г.)

- Епархия Хамхун[9]
  - основана: 1920 г.
  - епархиен епископ: sede vacante от 1981 г.
  - апостолически администратор: Джон Чанг-уик (от 2005 г.)

- Епархия Пхенян[10]
  - основана: 1927 г.
  - епархиен епископ: Франсис Хонг Йонг-хо (?) (от 1944 г.) – арестуван от комунитическата власт и безследно изчезнал през 1949 г., Светият престол номинира апостолически администратор от 1975 г.
  - апостолически администратор sede plena: кардинал Николас Чеонг Джин-Сук, архиепископ митрополит на Сеул (от 1998 г.)

- Териториално абатство Токуон[11]
  - основано: 1940 г.
  - териториален абат: sede vacante от 1985 г.
  - апостолически администратор: отец Саймън Питър Ри Хьонг-у OSB (от 2005 г.)